# Чёрюмче
Чёрюмче (якут. Чөрүмчэ) — село в Верхоянском улусе Республики Саха (Якутия) России. Административный центр Чёрюмчинского наслега.

## География
Село находится в северной части Якутии, к северо-востоку от озера Алчахтах, к востоку от реки Яна, на расстоянии примерно 62 км (по прямой) к северо-северо-востоку (NNE) от посёлка Батагай, административного центра улуса. Абсолютная высота — 216 м над уровнем моря.
Климат
Климат характеризуется как резко континентальный, с продолжительной морозной малоснежной зимой и коротким прохладным летом. Средняя температура воздуха самого тёплого месяца (июля) составляет 16-17 °C; самого холодного (января) — −38 − −48 °C. Среднегодовое количество атмосферных осадков составляет 150—300 мм. Снежный покров держится в течение 215—235 дней в году.
Часовой пояс
Село Чёрюмче находится в часовой зоне МСК+7. Смещение применяемого времени относительно UTC составляет +10:00.

## Население
| 2002 | 2010 |
| ---- | ---- |
| 206  | ↗223 |

Половой состав
По данным Всероссийской переписи населения 2010 года, в гендерной структуре населения мужчины составляли 56,5 %, женщины — соответственно 43,5 %.
Национальный состав
Согласно результатам переписи 2002 года, в национальной структуре населения якуты составляли 95 % из 206 чел.

## Улицы
- ул. Аммосова,
- ул. Лесная,
- ул. Центральная[9].